# Hellhole (cueva)
Hellhole es una gran y profunda cueva en el valle de Alemania, en el este de Virginia Occidental. Es la séptima cueva más larga de los Estados Unidos y es el hogar de casi la mitad de la población mundial de murciélagos orejudos de Virginia. A 518 pies (158 metros), Hellhole es la más profunda de varias cuevas en el valle.
Hellhole ha tenido una asociación larga e histórica con la Sociedad Espeleológica Nacional que se remonta a la creación de esa organización a principios de la década de 1940. Muchas técnicas básicas de espeleología (por ejemplo, la técnica de una sola cuerda) se desarrollaron en la caída de entrada de 47 metros (154 pies) de Hellhole.

## Descripción
La única entrada conocida a Hellhole es una entrada de pozo en forma de embudo en las laderas más bajas de North Fork Mountain. El descenso con una cuerda a través de este espectacular y famoso pozo de entrada de 47 m (154 pies) da acceso a una gran cámara. Desde el momento en que comenzó la exploración allí en la década de 1940, los espeleólogos han documentado más de 41 millas (66 km) de pasajes cartografiados en el sistema Hellhole.
"Little Hellhole" es el pozo conocido más profundo en la cueva.
Los pasajes de Hellhole se desarrollan predominantemente en una capa de piedra caliza conocida como el Nuevo Mercado. Esta misma piedra caliza es de notable calidad comercial y es el objeto principal de las operaciones mineras a cielo abierto cercanas de la Greer Lime Company.

## Ecología

### Biología de murciélagos
Hellhole es un sitio de hibernación para dos especies de murciélagos en peligro de extinción y protegidas por el gobierno federal. Para el murciélago orejudo de Virginia (Corynorhinus townsendii virginianus), es uno de los sitios de hibernación más grandes del mundo. Se estima que hay unos 9.000 individuos en la cueva, frente a una población mundial total de unos 20.000. Por lo tanto, Hellhole contiene aproximadamente el 45% de la población total del mundo. La cueva es el sitio de hibernación más grande en la región del Atlántico medio para el murciélago de Indiana (Myotis sodalis). La cueva también contiene alrededor de 9,000 de estos, muchos más que cualquier otra cueva de la región. Además, la cueva es uno de los tres o cuatro sitios de hibernación más grandes del mundo para los murciélagos pardos (Myotis lucifugus), que contiene más de 100.000 murciélagos individuales. Finalmente, la cueva también alberga al menos otras cuatro especies de murciélagos.
El factor crucial en el estatus de Hellhole como un hábitat de murciélagos de clase mundial es su baja temperatura ambiente. La mayoría de las cuevas en Virginia Occidental promedian alrededor de 57 °F (14 °C), pero el promedio de Hellhole está más cerca de 47 °F (8 °C) grados. Ubicado en el medio de un valle cerrado y, lo más importante, con solo una entrada, todo el aire frío que fluye de North Fork Mountain cada invierno se acumula y queda atrapado en la cueva. El aire frío se hunde y, al no tener una entrada inferior a través de la cual escapar, llena los enormes pasajes de la cueva. Esta trampa de aire frío natural puede ser única y, según los activistas, es la razón por la que la cueva es tan vulnerable a daños accidentales por actividades de extracción. Si esta trampa de aire frío natural se abriera a una altura más baja que la entrada, el aire frío saldría, destruyendo así la cueva como un vasto hibernáculo de murciélagos.

### Otras especies
Hellhole contiene dos invertebrados de cuevas raros, ambos milpiés: el milpiés de la cueva del valle de Alemania y el milpiés de la cueva ciega de las cavernas de Luray.

## Historia
Desde la década de 1940, cuando comenzó la exploración de Hellhole, hasta la década de 1980, los espeleólogos habían cartografiado aproximadamente 8,5 millas (13,7 km) de paso en el popular sistema Hellhole. Pero Hellhole estaba esencialmente cerrado a la comunidad de espeleólogos en 1988, dos años después de que Greer Limestone Plant, una parte de Greer Industries, Inc. en la cercana ciudad de Riverton, obtuviera un arrendamiento de la tierra, incluida su entrada. La única excepción a esto fue el conteo bianual de murciélagos patrocinado por el Servicio de Pesca y Vida Silvestre de los Estados Unidos (USFWS). En 2002, después de prolongadas negociaciones con Greer (que en 2000 había propuesto en documentos públicos expandir sus operaciones al norte y al sur de su cantera a cielo abierto existente), el USFWS, Departamento de Recursos Naturales de Virginia Occidental (WV DNR), Virginia Occidental El Departamento de Protección Ambiental (WV DEP), las organizaciones de espeleología y los propietarios de tierras locales, se contrató a Germany Valley Karst Survey (GVKS) para realizar un estudio de la extensión de la cueva.
La entrada a Hellhole es propiedad de un terrateniente privado que nunca ha querido vender la tierra a su alrededor. La cantera, inmediatamente al oeste de la entrada de la cueva, es operada por Greer Limestone Company (propiedad del empresario y político de Virginia Occidental John Raese). Greer arrendó la entrada a Hellhole al terrateniente en 1986 y, como arrendatario, pronto comenzó a negar la mayor parte del acceso a la cueva. Greer permitió que la División de Recursos Naturales de Virginia Occidental (WV DNR) realizara viajes bianuales a la cueva con el propósito de contar las poblaciones de especies de murciélagos en peligro de extinción. En la década de 1990, a instancias del DNR de WV, Greer también comenzó a permitir la exploración y el mapeo limitados de la cueva (uno o dos viajes por año).
De acuerdo con los requisitos del USFWS con respecto a los murciélagos en peligro de extinción, todas las actividades de la encuesta anual deben completarse dentro de una ventana de 16 semanas durante los meses de verano. En una hazaña de espeleología épica durante los próximos tres años (2002-2005), los miembros del GVKS inspeccionaron más de 19 km (12 millas) de pasaje virgen, aumentando la longitud conocida de la cueva de 13,7 kilómetros (8,5 millas) a 20,3 millas (32,7 kilómetros), y estableció Hellhole como la caída de cueva más profunda en West Virginia: 265 pies (81 m). Investigaciones posteriores ampliaron estos números a 28,28 millas cartografiadas (45,50 kilómetros) y 519 pies (158,2 m) de profundidad.
En 1995 se descubrió una extensión de la cueva ("Krause Hall") en el extremo noroeste de la cueva. En 1996, se exploró una de las secciones más profundas de la cueva a más de 400 pies (120 m) por debajo de la elevación de la entrada. En 1997, un descubrimiento revolucionario en esta área extendió la extensión conocida del pozo Hellhole al sur de su rango originalmente conocido. Esto mostró que las porciones históricamente conocidas de Hellhole eran un mero pasaje lateral a un sistema de cuevas mucho más grande.
Para entonces, el Servicio de Pesca y Vida Silvestre de EE.UU. había reconocido Hellhole como un hábitat crítico para dos especies de murciélagos en peligro de extinción (y protegidos por el gobierno federal), el murciélago de Indiana (Myotis sodalis) y el murciélago orejudo de Virginia (Corynorhinus townsendii virginianus). Se sabía que aproximadamente el 45% de los 20.000 murciélagos orejudos de Virginia que se estima que quedan en el mundo hibernan en Hellhole. Greer había respondido estableciendo una zona de amortiguación sin trabajo de 76 m (250 pies) y una zona de amortiguación sin explosiones de 150 m (500 pies) desde el pasaje conocido más cercano en Hellhole. Esa palabra "conocido" resultó ser la manzana de la discordia.
La razón por la que Hellhole es una cueva tan importante para estos murciélagos es su temperatura ambiente inusualmente baja. La mayoría de las cuevas en Virginia Occidental promedian alrededor de 57 °F (14 °C). Hellhole tiene un promedio de alrededor de 47 grados. Esta temperatura fría es crítica para la supervivencia de estas especies. La cueva permanece fresca porque funciona como una trampa de aire frío natural. Ubicado en el medio de un valle cerrado, y con solo una entrada, el aire frío que fluye de North Fork Mountain en invierno se acumula en la cueva. El aire frío baja y, al no tener ningún lugar para escapar, se queda abajo, llenando los pasillos masivos de la cueva. Este fenómeno de acumulación de aire frío es lo que hace que la cueva sea tan vulnerable a los daños accidentales de las actividades de extracción. Si esta trampa de aire frío natural se abriera a una altura más baja que la entrada, el aire frío fluiría rápidamente y la cueva probablemente ya no funcionaría como un hibernáculo de murciélago, al menos para estas especies en particular.
Con el advenimiento de los descubrimientos de 1997, Greer se vio amenazada con la posible pérdida de una valiosa sección de piedra caliza en el hábitat de especies en peligro de extinción. A partir de ese momento, Greer no permitió más exploración de Hellhole. Los espeleólogos percibieron que debido a que la cantera no deseaba perder más áreas de piedra caliza por el hábitat de los murciélagos, efectivamente comenzó a impedir una mayor exploración y, por lo tanto, el "conocimiento" de la extensión de la cueva.
En 2000, Greer anunció su intención de solicitar un permiso de renovación para continuar sus operaciones de extracción en el Valle de Alemania y extenderlas al norte y al sur del tajo abierto existente. Esta solicitud se presentó públicamente, como lo requieren los requisitos del Departamento de Protección Ambiental de West Virginia (WV DEP), y encendió un furor entre los espeleólogos de Virginia y West Virginia que comenzaron a presentar peticiones a los funcionarios y comenzaron una campaña de cartas. En su opinión, era muy probable que las operaciones de la cantera, realizadas con una falta de conocimiento sobre la extensión completa de la cueva, con el tiempo penetraran en alguna parte de la cueva. Se argumentó que tal evento tendría efectos desastrosos sobre la idoneidad de la cueva como una especie de murciélago hibernaculum en peligro de extinción. En 2002, después de prolongadas negociaciones con Greer, el USFWS, el Departamento de Recursos Naturales de West Virginia (WV DNR), WV DEP, organizaciones de espeleología y terratenientes locales, se contrató formalmente a Germany Valley Karst Survey (GVKS) para inspeccionar la extensión del Hellhole. sistema de cuevas. De acuerdo con los requisitos de USFWS con respecto a los murciélagos en peligro de extinción, todas las actividades de la encuesta anual deben completarse dentro de un período de 16 semanas durante los meses de verano. Desde ese momento, la extensión conocida de la cueva se ha expandido a 38,8 millas mapeadas (62,4 kilómetros) y 694 pies (211,5 m) de profundidad.
En junio de 2015, los informes oficiales sobre la longitud total de Hellhole se actualizaron a 42 millas (67,5 km) y la profundidad a 737 pies (225 m).

## Miscelánea
- Según el Comité de NSS Geo2 sobre Cuevas Largas y Profundas[2] (al 23 de septiembre de 2015), Hellhole es la 38a cueva más larga del mundo.